# Juozas Jurkūnas

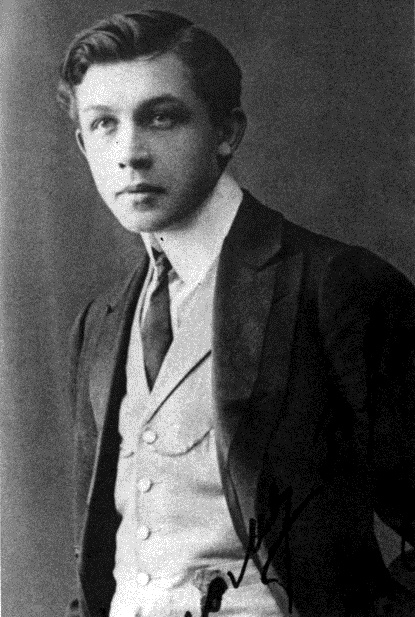

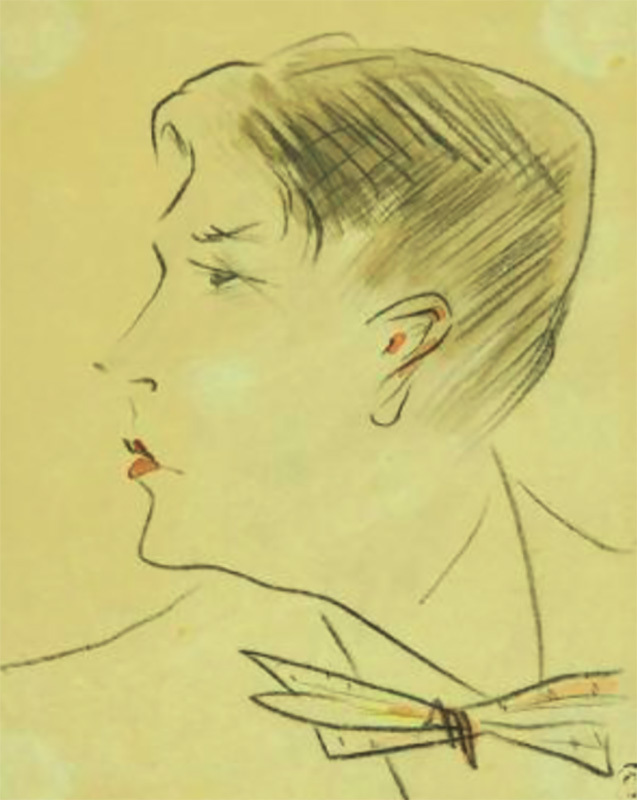
Autorretrato

Juozas Jurkūnas, Yuri/Iósif Ivánovich Yurkún (en cirílico ruso: Юрий/ Иосиф Иванович Юркун; Sedūnai, Vilna, Imperio ruso hoy Lituania, 5 de septiembrejul./17 de septiembre greg. de 1895-Leningrado, 20 de septiembre de 1938) fue un escritor y artista gráfico ruso miembro del grupo de los “Trece”.

## Biografía
Nació en una familia católica lituana. Fue pareja de Mijaíl Kuzmín, al que conoció en Kiev en febrero de 1913 cuando trabajaba como actor con el pseudónimo de  Mongandri. Kuzmín notó en él un talento considerable, promovió su crecimiento literario y le ayudó a publicar su primer libro «Шведские перчатки» (Guantes suecos). Vivieron juntos en Petrogrado. Yuri además mantenía una relación con la actriz Nadezhda Zboróvskaya-Auslender.
En 1938, fue arrestado por el NKVD, acusado de espionaje y ejecutado.

## Galería

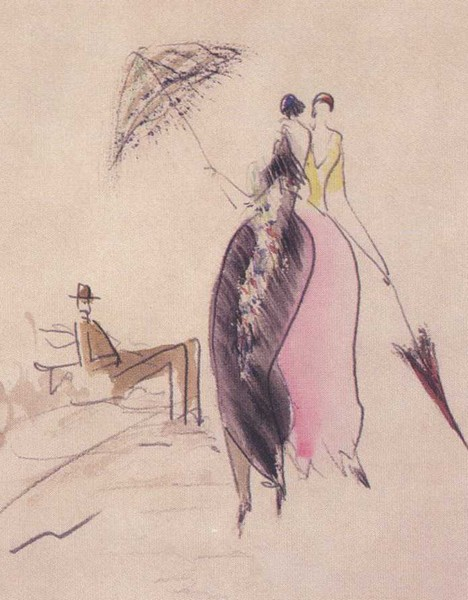
Señoras con paraguas
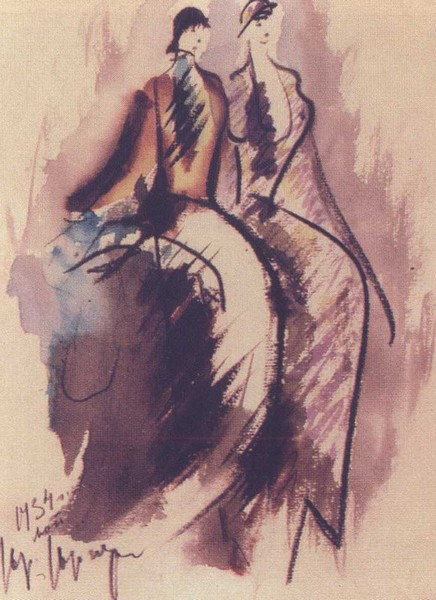
Señoras con miriñaques
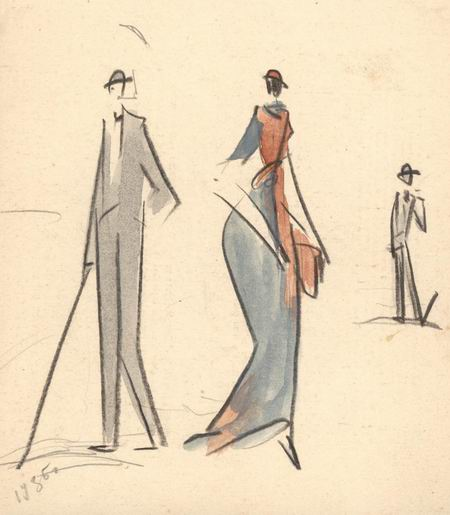
Escena callejera